# ジョージアの大統領配偶者
ジョージアの大統領配偶者（ジョージアのだいとうりょうはいぐうしゃ、グルジア語: საქართველოს პრეზიდენტის მეუღლე）、あるいはジョージアにおけるファーストレディ（グルジア語: პირველი ქალბატონი）ないしファーストジェントルマン（グルジア語: პირველი ბატონი）とは、ジョージアの大統領の配偶者を指す。

## ジョージアの大統領配偶者の一覧
| # | 画像                 | 大統領配偶者                           | 開始           | 終了           | ジョージア大統領               | 備考                                                                                   |
| - | -------------------- | -------------------------------------- | -------------- | -------------- | ------------------------------ | -------------------------------------------------------------------------------------- |
| 1 |                      | マナナ・アルチヴァゼ＝ガムサフルディア | 1991年4月14日  | 1992年1月6日   | ズヴィアド・ガムサフルディア   | 1992年1月6日にクーデターのため終了                                                     |
| - |                      | 空席                                   | 1992年1月6日   | 1995年11月26日 | -                              | 軍事評議会による統治                                                                   |
| 2 | ナヌリ・シェワルナゼ | ナヌリ・シェワルナゼ                   | 1995年11月26日 | 2003年11月23日 | エドゥアルド・シェワルナゼ     |                                                                                        |
| - | バドリ・ビツァゼ     | バドリ・ビツァゼ                       | 2003年11月23日 | 2004年1月25日  | ニノ・ブルジャナゼ             |                                                                                        |
| 3 | サンドラ・ルロフス   | サンドラ・ルロフス                     | 2004年1月25日  | 2007年11月25日 | ミヘイル・サアカシヴィリ       |                                                                                        |
| - | バドリ・ビツァゼ     | バドリ・ビツァゼ                       | 2007年11月25日 | 2008年1月20日  | ニノ・ブルジャナゼ             |                                                                                        |
| 3 | サンドラ・ルロフス   | サンドラ・ルロフス                     | 2008年1月20日  | 2013年11月17日 | ミヘイル・サアカシヴィリ       |                                                                                        |
| - |                      | 空席（デ・ジュリ）                     | 2013年11月17日 | 2014年9月10日  | ギオルギ・マルグヴェラシヴィリ | マルグヴェラシヴィリの大統領就任当時、長年の恋人マカ・チチュアはまだ結婚していなかった |
| 4 | マカ・チチュア       | マカ・チチュア                         | 2014年9月10日  | 2018年12月16日 | ギオルギ・マルグヴェラシヴィリ | マカ・チチュアとギオルギ・マルグヴェラシヴィリは2014年9月10日にドゥシェティで結婚      |
| - |                      | 空席                                   | 2018年12月16日 | 現在           | サロメ・ズラビシヴィリ         | ズラビシュビリの夫であったジャンリ・カリアとは2012年に死別                             |